# Goniopora djiboutiensis
Goniopora djiboutiensis е вид корал от семейство Poritidae. Видът не е застрашен от изчезване.

## Разпространение
Разпространен е в Австралия, Бахрейн, Британска индоокеанска територия, Вануату, Виетнам, Гуам, Джибути, Египет, Еритрея, Йемен, Израел, Индия, Индонезия, Йордания, Ирак, Иран, Камбоджа, Катар, Кения, Кирибати, Коморски острови, Кувейт, Мавриций, Мадагаскар, Майот, Малайзия, Малдиви, Маршалови острови, Мианмар, Микронезия, Мозамбик, Науру, Нова Каледония, Обединени арабски емирства, Оман, Пакистан, Палау, Папуа Нова Гвинея, Провинции в КНР, Реюнион, Саудитска Арабия, Северни Мариански острови, Сейшели, Сингапур, Соломонови острови, Сомалия, Судан, Тайван, Тайланд, Танзания, Тувалу, Уолис и Футуна, Фиджи, Филипини, Шри Ланка, Южна Африка и Япония.